# 野口源一郎
野口 源一郎（のぐち げんいちろう、1870年1月15日（明治2年12月14日）- 1926年（大正15年）11月18日）は、明治から大正期の農業経営者、政治家。衆議院議員、茨城県稲敷郡朝日村長。

## 経歴
常陸国信太郡実穀村（新治県信太郡実穀村、茨城県信太郡実穀村、朝日村、稲敷郡朝日村実穀を経て現阿見町実穀）の旧家で生まれた。慶應義塾で学んだ。農業を営む。
政界では、朝日村会議員、同村農会長、同村長などに在任。1896年（明治29年）稲敷郡会議員に当選。1903年（明治36年）茨城県会議員に選出され1904年（明治37年）まで在任し、同常置委員も務めた。同年3月、第9回衆議院議員総選挙（茨城県郡部、憲政本党）で当選し、衆議院議員に1期在任した。